# Merašice
Merašice jsou obec v okrese Hlohovec v Trnavském kraji na západním Slovensku.

## Historie
V historických záznamech je obec poprvé zmiňována v roce 1390.[zdroj?]

## Geografie
Obec leží v nadmořské výšce 189 m na ploše 4,938 km2. Žije zde 426 obyvatel.

## Osobnosti
- Ľudovít Varga (1917–1945), slovenský malíř